# Villa Alegre
Villa Alegre – miasto w Chile, w regionie Maule, w prowincji Linares.